# Yllenus kalkamanicus
Yllenus kalkamanicus là một loài nhện trong họ Salticidae.
Loài này thuộc chi Yllenus. Yllenus kalkamanicus được Dmitri Viktorovich Logunov & Yuri M. Marusik miêu tả năm 2000.